# Lleyton Hewitt
Lleyton Glynn Hewitt (født 24. februar 1981) er en tennisspiller fra Adelaide i Australien.
Hewitt fik sit gennembrud som 17-årig da han vandt ATP-turneringen Adelaide Invitational i 1998, som den yngste mandlige vinder nogensinde af en ATP-turnering. Han vandt sin første Grand Slam-titel i 2001, da han besejrede Pete Sampras i finalen i US Open. Han vandt også Wimbledon-turneringen i 2002.
Hewitt giftede sig i 2005 med den australske skuespillerinde Rebecca Cartwright og han har en datter sammen med hende.

## Grand Slam-titler
- US Open:
  - Double herrer – 2000 (sammen med Max Mirnyi)
  - Single herrer – 2001 (han besejrede Pete Sampras med 7-6, 6-1,6-1 i finalen)

- Wimbledon:
  - Single herrer – 2002 (han besejrede David Nalbandian med 6-1, 6-3, 6-2 i finalen)